# San Salvador (Spanyolország)
San Salvador egy község Spanyolországban, Valladolid tartományban. San Salvador Villasexmir, Bercero, Gallegos de Hornija és Adalia községekkel határos. Lakosainak száma 23 fő (2024).

## Népesség
A település népessége az utóbbi években az alábbiak szerint változott:
| Lakosok száma | 47   | 44   | 40   | 36   | 36   | 33   | 31   | 26   | 23   | 23   |
|               | 2001 | 2004 | 2007 | 2009 | 2012 | 2014 | 2017 | 2019 | 2022 | 2024 |